# Sergio Lorenzo Quiroz Cruz
Sergio Lorenzo Quiroz Cruz (Poza Rica de Hidalgo, Veracruz, 12 de julio de 1959) es un líder sindical y político mexicano. Fue presidente municipal de Poza Rica de Hidalgo Veracruz por el Partido Revolucionario Institucional (PRI), y Secretario General del sindicato de trabajadores petroleros de la República Mexicana en la sección número 30 con sede en esa misma ciudad hasta 2018. 
Fue diputado local por la vía plurinominal en la sexagésima primera legislatura del Congreso del Estado de Veracruz y diputado federal uninominal en el Distrito V con cabecera en Poza Rica de Hidalgo.

## Carrera sindical
Ha desempeñado diversas responsabilidades dentro de la Sección 30 del Sindicato de Trabajadores Petroleros de la República Mexicana (STPRM), ocupando actualmente la secretaría del interior actas y acuerdos del comité ejecutivo general y siendo aún líder del grupo político Frente de Resistencia y Unidad Sindical (FRUS).

## Carrera legislativa
Fue diputado local de representación proporcional en la LXI Legislatura del Congreso del Estado, en el periodo 2007-2010, participando en las Comisiones Ordinarias de Protección Civil, Fomento Cooperativo y presidiendo la de Trabajo y Previsión Social.
Así mismo fue diputado federal por el Quinto Distrito con cabecera en Poza Rica, y representando también a los municipios de Coatzintla, Tihuatlán y Castillo de Teayo) en la LXI Legislatura del H. Congreso de la Unión, en el periodo 2009-2012, participando en las Comisiones Ordinarias de Energía, Trabajo y Previsión Social y Fomento Cooperativo.
También dentro de la LXI Legislatura del H. Congreso de la Unión, se desempeñó como Presidente de la Comisión Especial para dar Seguimiento y Supervisión de los Resultados y Avances del Proyecto Aceite Terciario del Golfo en el Paleocanal de Chicontepec.

## Presidencia municipal
Se desempeña en el cargo de Presidente Municipal de la ciudad de Poza Rica de Hidalgo, desde el primero de enero del 2014 y hasta el 31 de diciembre de 2017.